# Richmont Castle
Richmont Castle är ett slott i Storbritannien.   Det ligger i kommunen Bath and North East Somerset och riksdelen England, i den södra delen av landet, 180 km väster om huvudstaden London. Richmont Castle ligger 138 meter över havet.
Terrängen runt Richmont Castle är platt åt nordost, men åt sydväst är den kuperad. Terrängen runt Richmont Castle sluttar norrut. Runt Richmont Castle är det ganska tätbefolkat, med 144 invånare per kvadratkilometer. Närmaste större samhälle är Bristol, 17,4 km norr om Richmont Castle. Trakten runt Richmont Castle består i huvudsak av gräsmarker.